# Union révolutionnaire anarchiste
L'Union révolutionnaire anarchiste était une organisation anarchiste organisée à Osaka en 1969. Ses journaux étaient Anarchie et Révolution sociale.

## Histoire
Pour aller au-delà de l’émiettement des petits groupes anarchistes japonais, de nombreux groupes du Kansai se sont rassemblés et organisés. Le nombre de membres monta jusqu’à 500, et s'opposa à la Fédération anarchiste du Japon.
La théorie et le style de l'organisation étaient proches du bakouninisme. Les historiens comparent le combat qu'ils menèrent contre les factions marxistes aux assauts de la Chukaku-ha. Malgré cela ils menèrent également une politique de front uni avec certaines organisations marxistes, comme l'armée rouge japonaise.
L'organisation théorisa l'« anti-nationalisme/anti-communisme » à propos de la libération des îles Kouriles et d'Okinawa. 
L'Union tissa des liens avec des organisations anarchistes des universités d'Osaka, d'Osaka Kyoiku, de Momoyama Gakuin, du Kansai, du Kwansei Gakuin, de Kyoto, de Ryukoku, de Hanazono (l'alliance étudiante Mahayana), etc. Plusieurs organisations anarchistes étaient hostiles à l'Union, comme celle de l'Université Ritsumeikan, ce qui donna lieu à un conflit violent (geba). L'Union disposait d'une organisation semi-indépendante parmi les lycéens, l'Association anarchiste lycéenne, dont le but était de former les plus jeunes à la cause de la révolution sociale. 
En octobre 1969, l'intervention des forces armées lors du blocus de la faculté des arts d'Osaka fit éclater l'organisation, qui se divisa sur la stratégie à adopter en de nombreux groupes.
Parmi les organisations qui lui ont succédé, on trouve le Front révolutionnaire anarchiste et l'Alliance communiste anarchiste.

## Ouvrages
- Kyoji Chisaka, "L'Union révolutionnaire anarchiste""Une autre lecture historique Volume 2・La rébellion et l'image des groupes terroristes"(2008 /04/ 22).
- Kyoji Chisaka "L'idéologie du fascisme"(2015)  (ISBN 978-4-7791-2143-2)